# Issogne
Issogne (pron. fr. AFI: [isɔɲ]  - Issoueugne in patois locale, Issinji nella variante walser Töitschu) è un comune italiano sparso di 1 283 abitanti della Valle d'Aosta sudorientale.

## Geografia fisica

### Territorio
Posto sulla destra orografica del fiume Dora Baltea esso si estende su una superficie di 23,77 km², per la maggior parte occupata da boschi. Il capoluogo (località La place) ha un'altitudine di 387 m s.l.m.
A monte del capoluogo si estende il vallone di Brenve, solcato dal torrente Beaucqueil.
- Classificazione sismica: zona 4 (sismicità molto bassa)[7]

## Storia
Da Issogne, in epoca romana, passava la via delle Gallie, strada romana consolare fatta costruire da Augusto per collegare la Pianura Padana con la Gallia.
In epoca fascista, il comune fu accorpato a quello di Castel Verres.

### Simboli
Lo stemma e il gonfalone sono stati concessi con decreto del presidente della Repubblica dell'11 giugno 1997.
La prima partizione riprende lo stemma di Giorgio di Challant, priore di Sant'Orso, canonico della primaziale di Lione e signore del feudo d'Issogne; il pastorale ricorda che, prima di essere ceduta agli Challant, la signoria d'Issogne dipendeva dai vescovi di Aosta — in condominio con i signori di Verrès (De Verrecio) —, ai quali si deve la concessione, verso la metà del Duecento, della prima carta di franchigie che costituisce la più antica testimonianza dell'esistenza della comunità locale. Nella parte sinistra dello scudo è riprodotta la fontana del melograno in ferro battuto, che si trova al centro del cortile del castello e ne costituisce la maggiore attrattiva artistica.
Il gonfalone è un drappo partito di rosso e di nero.

## Monumenti e luoghi d'interesse
Il paese si è sviluppato attorno al castello. Si segnala anche la presenza della Tour de la Colombière, del XV secolo, a sud-est del castello.

### Castello di Issogne

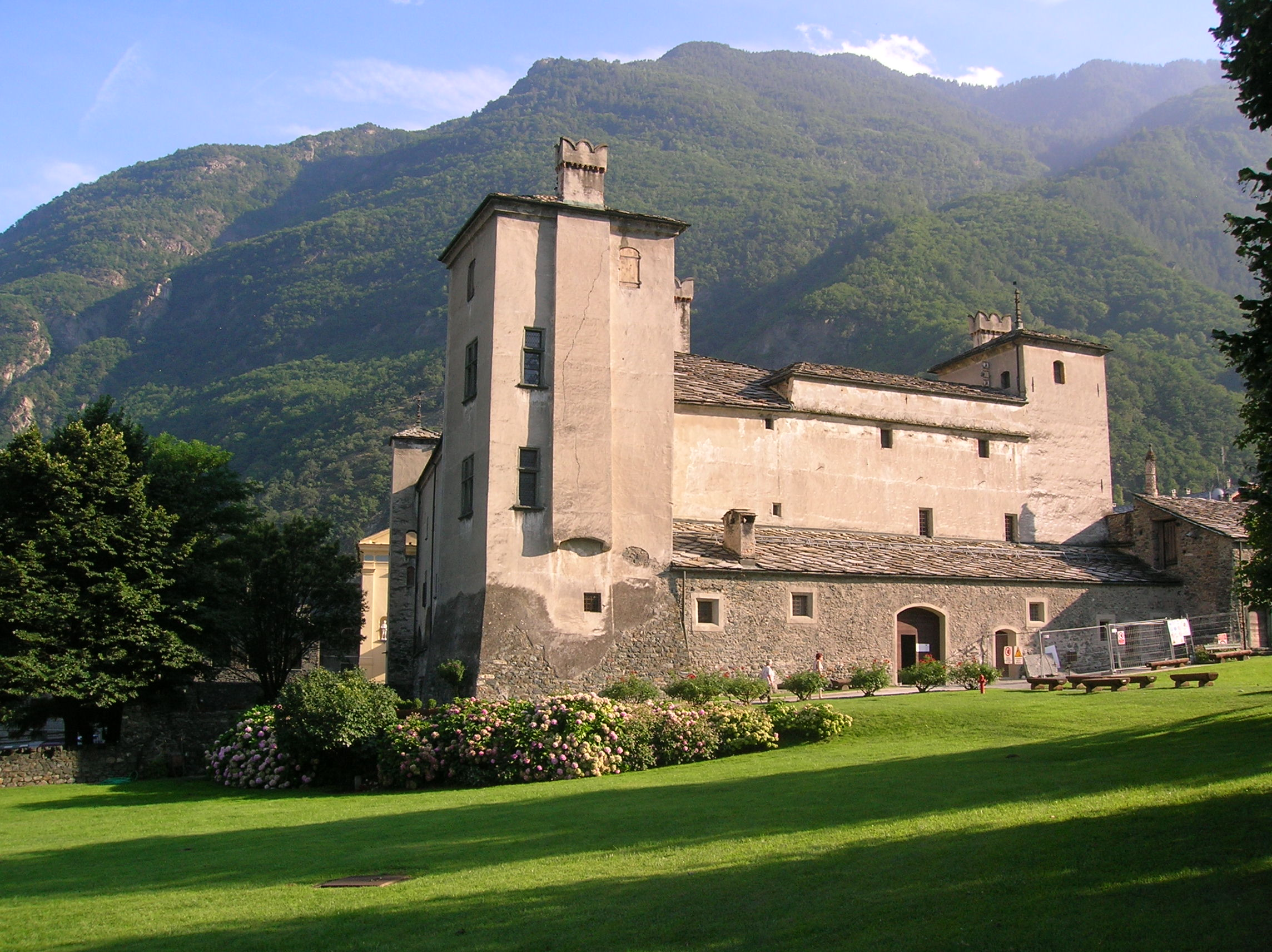
Il castello di Issogne.

Il castello di Issogne sorge sopra un'antica villa romana, ma i primi documenti, in cui si fa riferimento a una torre del Vescovo di Aosta, risalgono al XII secolo. Nel 1379 il territorio passa a Yblet de Challant, che mette mano alla costruzione e inizia a ingrandirla. Ma è solo con Georges de Challant che il castello assume l'aspetto e la fama attuale, grazie al famoso ciclo di affreschi delle lunette, alla celeberrima fontana del melograno e agli stemmi araldici dipinti sulle pareti esterne. Austero nella forma e nei colori all'esterno, ma ricchissimo all'interno, oltre ad essere residenza dei Conti di Challant ha ospitato nei loro passaggi imperatori (Sigismondo di Lussemburgo) e Re di Francia (Carlo VIII).
Il massimo splendore raggiunto con René de Challant coincide con l'inizio del declino, che ha termine alla fine dell'Ottocento grazie al pittore torinese Vittorio Avondo, fine restauratore, che lo ha salvato dall'abbandono e donato allo Stato Italiano. Dal dopoguerra appartiene al patrimonio della regione autonoma Valle d'Aosta.

### Architetture civili
- La torre La Colombière, colombaia a sud-est del castello, della fine del XV secolo

### Architetture religiose

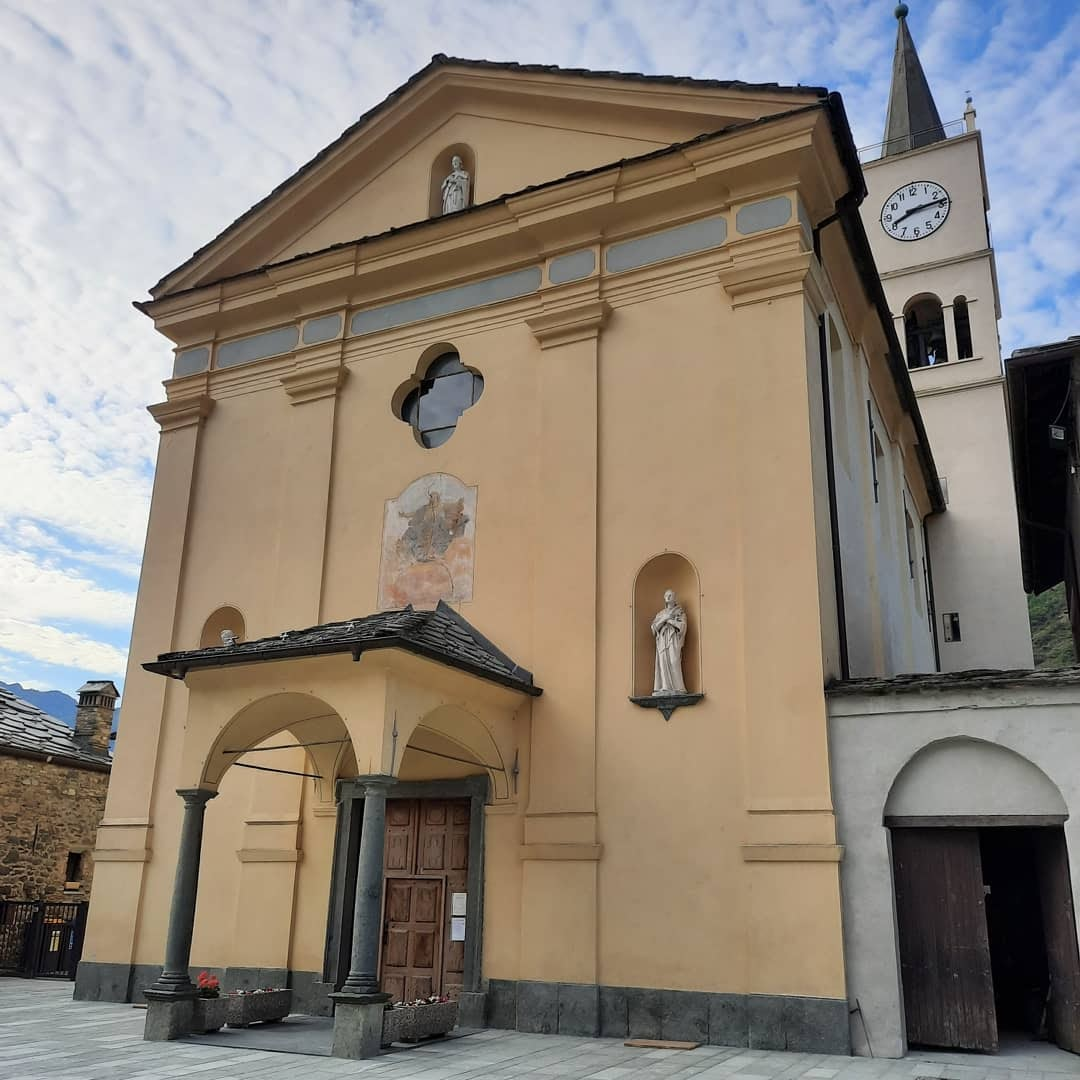
Chiesa parrocchiale di Santa Maria Assunta

- Chiesa parrocchiale di Santa Maria Assunta

#### Chiesa di Saint-Solutor
Altro monumento di notevole importanza storica è la chiesa in stile romanico di Saint-Solutor, circondata dal cimitero e stretta fra la Dora Baltea e la roccia ai limiti di Fleuran. Gli elementi architettonici più antichi della chiesa risalgono, pare, al X secolo. Essa presenta un'anomalia tecnica nell'arte romanica: il suo orientamento è infatti spostato di 85° verso sud rispetto al classico asse est-ovest. Sulla facciata è visibile un affresco del XV secolo raffigurante San Cristoforo. All'interno si può ammirare un altare in legno scolpito.

### Aree naturali
- Parco naturale del Mont Avic

## Società

### Evoluzione demografica
Abitanti censiti

## Cultura

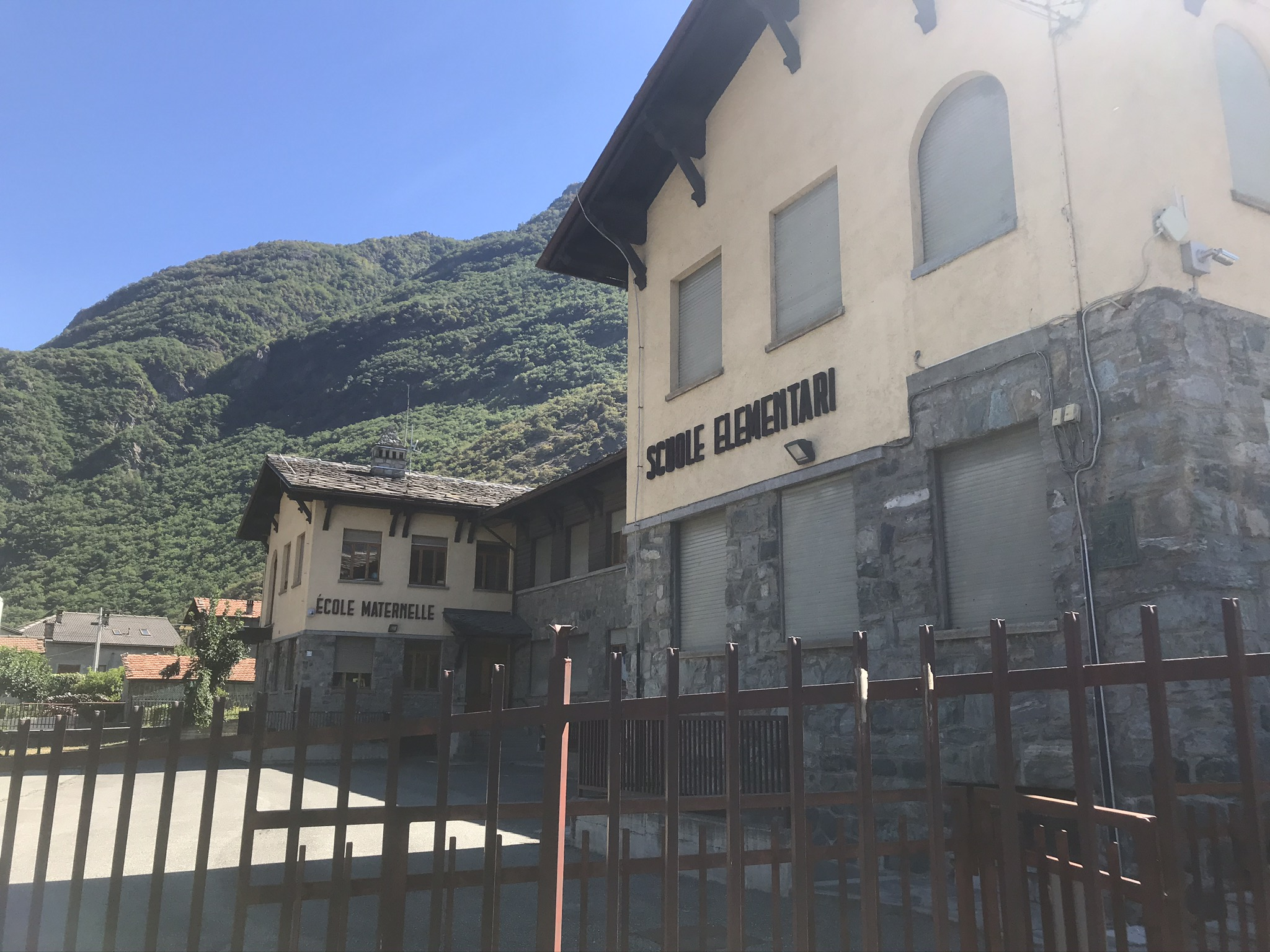
Le scuole.

### Biblioteche

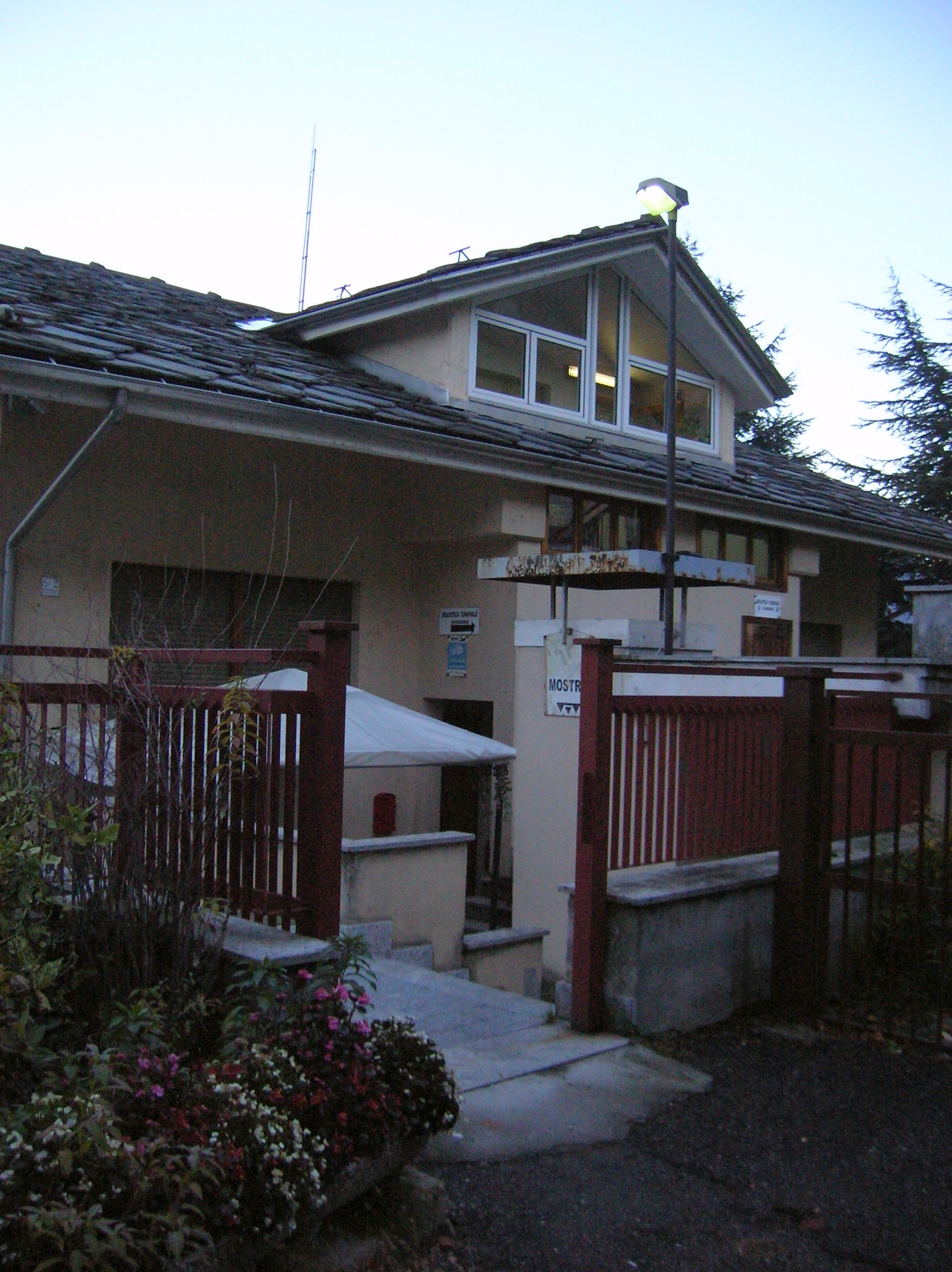
L'ingresso della biblioteca

In località La Colombière 18 ha sede la biblioteca comunale.

### Cucina
- La piata[10]
- Papaveri e patate in fricassea
- Frittata di luppolo selvatico (lavortén) con polenta

## Amministrazione

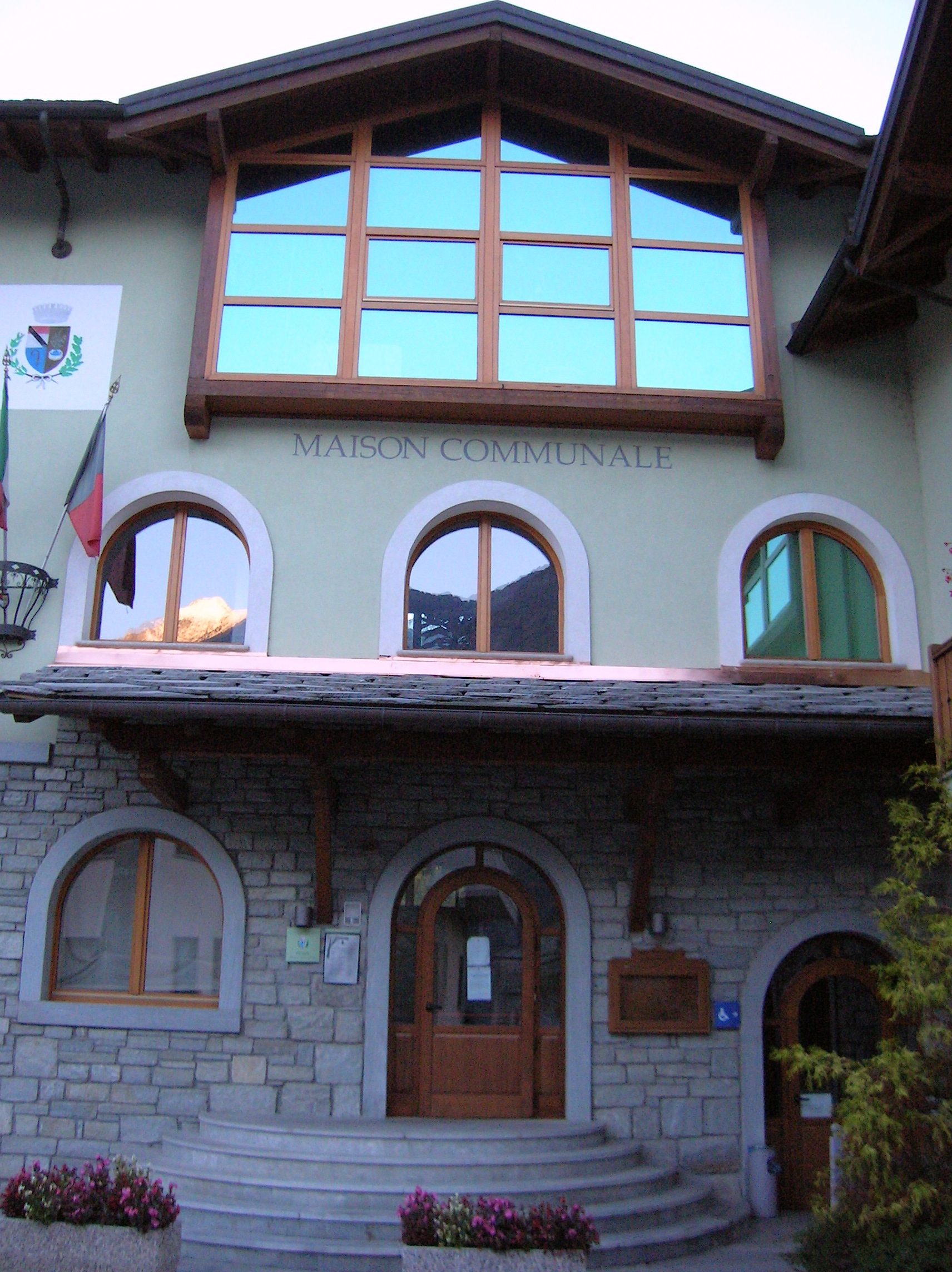
Il municipio

Fa parte dell'Unité des Communes valdôtaines Évançon.
Di seguito è presentata una tabella relativa alle amministrazioni che si sono succedute in questo comune.
| Periodo           | Periodo           | Primo cittadino    | Partito                                                        | Carica  | Note   |
| ----------------- | ----------------- | ------------------ | -------------------------------------------------------------- | ------- | ------ |
| 17 giugno 1985    | 18 maggio 1990    | Corrado Duguet     | Partito Comunista Italiano                                     | Sindaco | [ 11 ] |
| 18 maggio 1990    | 29 maggio 1995    | Corrado Duguet     | Partito Comunista Italiano, Partito Democratico della Sinistra | Sindaco | [ 11 ] |
| 12 giugno 1995    | 8 maggio 2000     | Luciano Morelli    | Progressisti                                                   | Sindaco | [ 11 ] |
| 8 maggio 2000     | 9 maggio 2005     | Luciano Morelli    | lista civica                                                   | Sindaco | [ 11 ] |
| 9 maggio 2005     | 23 maggio 2010    | Luciano Morelli    | lista civica                                                   | Sindaco | [ 11 ] |
| 24 maggio 2010    | 11 maggio 2015    | Battistino Delchoz | lista civica                                                   | Sindaco | [ 11 ] |
| 11 maggio 2015    | 23 settembre 2020 | Battistino Delchoz |                                                                | Sindaco |        |
| 23 settembre 2020 | In carica         | Patrick Thuégaz    | Lista civica                                                   | Sindaco |        |

## Sport
In questo comune si gioca a palet, caratteristico sport tradizionale valdostano.